# RedFox
RedFox, originariamente Slysoft, è una società di software di imprenditori e programmatori europei, con sede nel Belize. È specializzata in programmi di copia di CD, DVD, HD DVD e Blu-ray. Benché alcuni dei suoi applicativi siano in grado di superare le protezioni anticopia, nello stato in cui ha sede ciò non viola la legge.

## Prodotti
- AnyDVD (elimina le protezioni da CD e DVD)
- AnyDVD HD (elimina le protezioni da CD, DVD, HD DVD e Blu-ray)
- CloneCD (realizzazione di copie 1:1 di CD e DVD)
- CloneDVD (compressione di film da DVD)
- CloneBD (compressione di film da Blu-ray)
- CloneDVD Mobile (compressione di film da DVD a formati per dispositivi mobili)
- Game Jackal Pro (permette di usare videogiochi su PC senza inserire i dischi)
- Game Jackal EnterpriseGame Jackal Enterprise (permette di usare videogiochi su PC senza inserire i dischi; versione per esercizi commerciali)
- Virtual CloneDrive (unità ottica virtuale CD, DVD e HD DVD)